# Lambda1 Phoenicis
Lambda1 Phoenicis (λ1 Phoenicis) é uma provável estrela binária na constelação de Phoenix. Tem uma magnitude aparente visual de 4,77, sendo visível a olho nu em boas condições de visualização. Com base em medições de paralaxe, está localizada a uma distância de cerca de 177 anos-luz (54 parsecs) da Terra.
Esta estrela apresenta velocidade radial variável, tendo sido identificada como uma provável binária espectroscópica de linha única, mas nenhuma órbita foi publicada. O componente primário é uma estrela de classe A da sequência principal com um tipo espectral de A1Va e uma temperatura efetiva de 9 900 K. Tem uma massa estimada de 2,25 vezes a massa solar, um raio de 2,1 vezes o raio solar e está brilhando com cerca de 30 vezes a luminosidade solar. Apresenta uma rápida taxa de rotação, com uma velocidade de rotação projetada de 111 km/s. Sua idade, estimada por modelos de evolução estelar, provavelmente está entre 190 e 460 milhões de anos.
Observações de λ1 Phoenicis pelos telescópios espaciais Spitzer e WISE detectaram excesso significativo de emissão infravermelha no sistema, indicando a presença de um disco de detritos ao redor da estrela. Existem evidências de que o disco é formado por um componente frio e outro mais quente, modelados com temperaturas de 69 e 192 K, cada um colaborando para 0,0015% da luminosidade do sistema.